# 이층집 새댁
이층집 새댁은 한국에서 제작된 이성구 감독의 1968년 영화이다. 문희 등이 주연으로 출연하였고 김태수 등이 제작에 참여하였다.

## 출연

### 주연
- 문희
- 김희갑
- 황정순

## 제작진
- 원작자: 추식
- 조명: 차정남
- 조연출: 이장호
- 미술: 이문현